# Labeotropheus
Labeotropheus – rodzaj słodkowodnych ryb okoniokształtnych z rodziny pielęgnicowatych (Cichlidae).

## Występowanie
Gatunki endemiczne jeziora Malawi (Niasa) w Afryce.

## Klasyfikacja

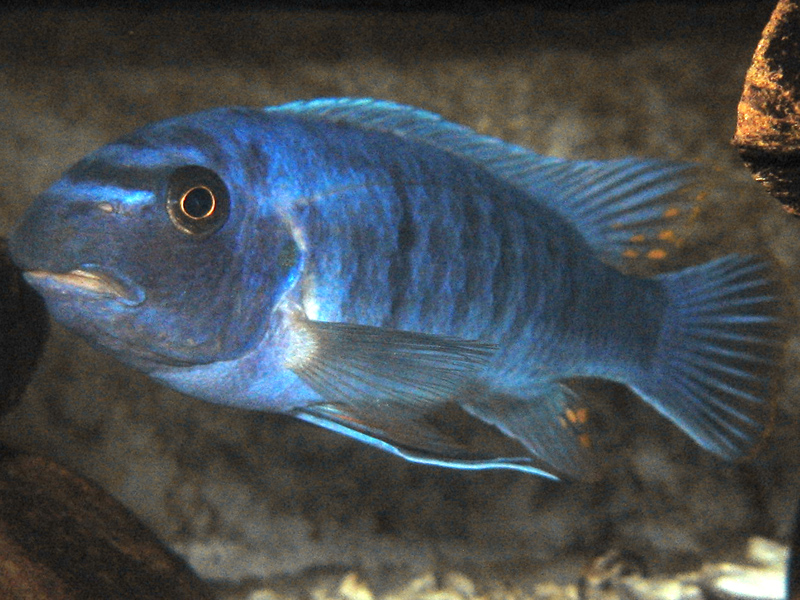
Labeotropheus trewavasae

Gatunki zaliczane do tego rodzaju:
- Labeotropheus alticodia Pauers & Phiri, 2023
- Labeotropheus artatorostris Pauers, 2017
- Labeotropheus aurantinfra Pauers & Phiri, 2023
- Labeotropheus candipygia Pauers & Phiri, 2023
- Labeotropheus chirangali Pauers & Phiri, 2023
- Labeotropheus chlorosiglos Pauers, 2016
- Labeotropheus fuelleborni Ahl, 1926 – pyszczak Fuelleborna, pyszczak błękitny[potrzebny przypis]
- Labeotropheus obscurus Pauers & Phiri, 2023
- Labeotropheus rubidorsalis Pauers & Phiri, 2023
- Labeotropheus simoneae Pauers, 2016
- Labeotropheus trewavasae Fryer, 1956 – pyszczak wysmukły[potrzebny przypis]

Gatunkiem typowym jest Labeotropheus fuelleborni.